# Tự sát bắt chước

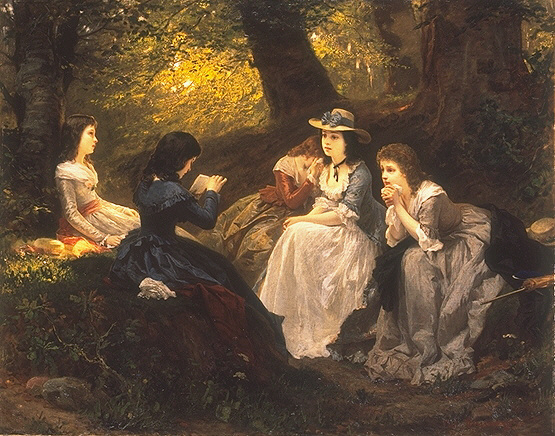
Wilhelm Amberg, Reading from Goethe's Werther (Đọc Werther của Goethe)

Tự sát bắt chước (tiếng Anh: copycat suicide) là việc làm theo một hành vi tự sát do ảnh hưởng từ các mô tả chi tiết về vụ tự sát đó trên truyền hình và các phương tiện truyền thông khác. Đôi khi hiện tượng này được biết đến với cái tên hiệu ứng Werther, xuất phát từ việc cuốn tiểu thuyết Nỗi đau của chàng Werther (The Sorrows of Young Werther) của Goethe được xuất bản năm 1774 làm dấy lên hội chứng tự sát trong thanh niên thời bấy giờ.
Để ngăn ngừa kiểu tự sát này, một số nước hạn chế các phương tiện truyền thông đưa tin tiêu cực một cách quá chi tiết trừ trong một số trường hợp đặc biệt.